# Ctenoneura tuberculata
Ctenoneura tuberculata är en kackerlacksart som beskrevs av Karlis Princis 1954. Ctenoneura tuberculata ingår i släktet Ctenoneura och familjen Polyphagidae. Inga underarter finns listade i Catalogue of Life.